# نادي شباب نابلس
أسس نادي شباب نابلس شباب نابلس هو نادي ثقافي رياضي اجتماعي شبابي كشفي فني سنة 1972م في مدينة نابلس في فلسطين
وهو مؤسسة أهلية غير ربحية لديها هيئة إدارية منتخبة، مكونة من تسعة أعضاء، يعملون كمتطوعين لخدمة النادي.

## نبذه عن النادي
هو من النوادي العريقة والمتميزة في المدينة وحديثاً قامت الهيئة الإدارية بشراء مقر جديد في مدينة نابلس بشارع 16 عمارة الجاردنز ملكاً للنادي على مساحة 400 م2 بدل المقر القديم الذي كان مستأجراً من أوقاف نابلس لا تزيد مساحته عن 120م2 ويتخصص النادي بالنشاطات الرياضية من ملاكمة، مصارعة، تايكوندو، كمال أجسام، كرة قدم، كرة سلة، تنس طاولة، الشطرنج وقد اشترك النادي في بعض البطولات العربية في بعض الألعاب مثل الملاكمة وكمال الأجسام والشطرنج وحصل على مراكز متقدمة وشارك في جميع الألعاب الودية والرسمية وينظم البطولات والدورات بالإضافة النشاطات الاجتماعية والكشفية والشبابية حيث تم تنفيذ مخيم صيفي تحت أشراف مديرية الشباب والرياضة واللجنة الوطنية للمخيمات الصيفية للذكور والإناث من سن 9-16 عام خلال شهر تموز لهذا العام وكذلك تنفيذ مشروع يختص بكرة القدم وتنس الطاولة والشطرنج للذكور والإناث من سن 9-17عام تحت أشراف مديرية الشباب والرياضة ومؤسسة اليونسيف لمدة 4 شهور ولا يزال قائما وينتهي العمل به خلال شهر كانون الثاني 2009
تنبع أهميته من كونه جزء من البلدة القديمة لمدينة نابلس التي تُعد من أهم المناطق التاريخية في المنطقة.

## الهيئة الإدارية الحالية
| رقم | الإسم         | الصفة الإدارية   |
| --- | ------------- | ---------------- |
| 1   | سمير حرزالله  | الرئيس           |
| 2   | وليد القرة    | نائب الرئيس      |
| 3   | مأمون شاهين   | أمين السر        |
| 4   | زياد السلمان  | أمين الصندوق     |
| 5   | عمر عاشور     | العلاقات العامة  |
| 6   | احمد أبو نعمة | الناطق الاعلامي  |
| 7   | محارب عوض     | المشرف الرياضي   |
| 8   | زياد صوان     | المشرف الاجتماعي |
| 9   | جمال ميناوي   | المشرف الكشفي    |

## نشاطات النادي
البطولات والدورات التي شارك فيها فرق النادي المختلفة خلال عام 2008 وانجازاتها:
- كأس بطولة محافظة نابلس بكرة القدم للفرق المصنفة تحت رعاية محافظ نابلس جمال المحيسن والمنظم من قبل مركز شباب بلاطة بتاريخ 16/1/2008
- المشاركة في بطولة الشطرنج الفردي الأولى والمنظمة من قبل اتحاد الرياضة للجميع وقد حصل لاعب النادي على المرتبة الثالثة بتاريخ 15/2/2008
- المشاركة في بطولة الضفة بكرة الطاولة الفردي للسيدات وبطولة الداعم والمنظمة من قبل اتحاد كرة الطاولة بتاريخ 29/2/2008 وقد حصل لاعبينا على المرتبة الثالثة والخامسة في هذه البطولة
- المشاركة في بطولة سباعيات شهداء جنين والمنظمة من قبل نادي جنين لمواليد 1988 براعية التعبئة والتنظيم والحصول على كأس البطولة بتاريخ 13/3/2008
- المشاركة في بطولة الفتيات لكرة الطاولة والمنظمة من قبل مديرية الرياضة والشباب في المحافظة وقد حصل لاعبينا على المرتبة الثانية بتاريخ 14/8/2008
- المشاركة في بطولة احتفالات الامم الأوروبية بكرة القدم لمواليد 1994 والمنظمة من قبل اللجنة المساندة لاتحاد كرة القدم الفلسطيني بتاريخ 14/8/2008
- المشاركة في بطولة درع اتحاد كرة القدم الفلسطيني والمنظم من قبل اتحاد كرة القدم بتاريخ 4/4/2008
- المشاركة في بطولة كرة الطاولة الفردي للضفة والمنظم من قبل اتحاد كرة الطاولة بتاريخ 18/4/2008
- المشاركة في بطولة الحرية لاسرى الحرية الثالثة للاشبال مواليد 1991 بكرة القدم والمنظمة من قبل مركز الامعري بتاريخ 18/4/2008 على ملعب البيرة
- بمناسبة مرور ستون عاما هلى النكبة نظم النادي فعاليات رياضية لجميع نشاطات النادي وإقامة ندوة في هذا الخصوص
- المشاركة في سباعيات العودة لاحياء ذكرى النكبة لمواليد 1991 والمنظم من قبل مديرية الرياضة والشباب في المحافظة
- المشاركة في بطولة كرة الطاولة للفتيات بمناسبة مرور 60عاما على النكبة والمنظم من قبل المديرية بتاريخ 15/5
- المشاركة في بطولة كرة السلة للناشئين مواليد1991والمنظمة من قبل النادي وقد حصل الفريق على كأس البطولة بتاريخ 18/7/2008برعاية جمعية نابلس للتنمية والتطوير
- المشاركة في بطولة اهلي قلقيلية الرمضانية بكرة القدم للفريق المصنف وقد حصل الفريق على المرتبة الثانية بتاريخ 1/9/2008
- المشاركة في بطولة خماسيات كرة القدم لمواليد 1993 والنظم من قبل النادي وقد حصل الفريق على كأس البطولة بتاريخ 12/9/2008
- تنفيذ مخيم صيفي تحت اشراف اللجنة الوطنية للمخيمات الصيفية ومديرية الشباب والرياضة لمدة 21 يوما من سن 9-16 عاما للذكور والإناث خلال شهر تموز
- تنفيذ مشروع مدرسة كروية للذكور والإناث من سن 9-17 عاما بالتعاون مع مؤسسة يونسيف بالإضافة إلى مدرسة لتعلم الشطرنج والتنس